# Erik Pettersson (sztangista)
Erik Albert Pettersson (ur. 18 maja 1890 w Nyköping, zm. 4 kwietnia 1975 w Sztokholmie) – szwedzki sztangista. Brązowy medalista olimpijski z Antwerpii.

## Kariera sportowa
Zawody w 1920 były jego jedynymi igrzyskami olimpijskimi. Zajął trzecie miejsce w rywalizacji w wadze lekkociężkiej (do 82,5 kg). Wyprzedzili go Francuz Ernest Cadine i Szwajcar Fritz Hünenberger.